# Zaległość podatkowa
Zaległość podatkowa – sytuacja, w której należny podatek nie został zapłacony w wyznaczonym terminie. Przyczyna uchybienia terminu pozostaje przy tym bez znaczenia. Zgodnie z art. 51§1 Ordynacji podatkowej zaległością podatkową jest podatek niezapłacony w terminie (... a także) niezapłacona zaliczka lub rata podatku. Na równi z zaległością podatkową, traktuje się także: nadpłatę, oprocentowanie nienależnej nadpłaty, zwrot podatku jeżeli podatnik otrzymał go nienależnie oraz wynagrodzenie płatników, inkasentów pobrane nienależnie.
Powstanie zaległości podatkowej rodzi dla podatnika skutek prawny w postaci obowiązku uiszczenia oprócz kwoty zaległości także odsetek za zwłokę.